# 冒険者カミカゼ -ADVENTURER KAMIKAZE-
『冒険者カミカゼ -ADVENTURER KAMIKAZE-』（アドベンチャーかみかぜ、The Kamikaze Adventurer）は、1981年の日本映画。主演：千葉真一、監督：鷹森立一、製作：東映京都撮影所、配給：東映。カラー・ビスタビジョン、上映時間：115分。過去の東映活劇とは異なる仕上がりの稀有な作品となっている。

## 概要
大学が不正に蓄えた億単位の金を強奪後、横取りしようと企む凶悪な犯罪組織と一進一退の駆け引きと争いを繰り広げる、とてつもない冒険に人生の夢を賭ける2人の男と娘の活躍が、陸・海・空とテンポよくスピーディーに展開していく、アクション・青春・冒険を描いた物語である。これまでの千葉真一は大概、空手・拳法の達人や探偵・刑事・ヤクザ・暗殺者・スナイパー・剣豪・自衛官・忍者などを演じてきたが、本作ではオリンピック選手が引退し、ショボクレた大学職員でごく普通の市民である主人公に扮した。そのため格闘技は意識的に避けており、乗馬・スキューバダイビング・水上スキー・器械体操と、複葉機・グライダー・ハンググライダー・モーガン・ジープなどを駆使し、スピーディーかつ迫力あるシーンが展開。もっともスタントは従来通り取り入れられ、千葉と真田広之は吹き替えなしで演じた。彼らに秋吉久美子が演じるヒロインを加えて、一度人生に挫折した壮年男性・若者・妙齢の美女が再び夢を抱き、ストーリーに冒険・ロマン・ユーモアが盛り込まれている。

## ストーリー
かつてオリンピック日本代表の器械体操選手で今は東西大学総務部所属の神風大介は、休みをとっては複葉機でひたすら飛んでいた。そんなある日、飛行中に機が不調をきたし、煙を吐きながら墜落していく途上、乗馬をしていたジョッキー志願の娘・金城ケイを驚かせて、落馬させてしまった。大介も傷だらけになるものの、何とか無事に生還。東西大学航空クラブの仲間・伴正平に修理を依頼している時、大介の彼女・立花みどりから、至急帰るよう電話があった。一方ケイは馬をケガさせて牧場をクビになり、行く宛てもなく彷徨っていたが、偶然にも帰宅する途中の大介と知り合う。大介はケイに迷惑をかけた詫びに後日相談に乗ると約束し、一旦別れた。
東西大学では巨額の裏金で入学させた不祥事が明るみに出て、対象となる学生を次々と退学させ、星野明もその一人であった。卒業者は除籍され、大介も不正入学者であったことから、大学からの一方的な解雇通知を受ける。みどりはオリンピック代表となる大介を大学側が不正してまで入学させながら、トカゲの尻尾切りすることに怒りを滲ませ、人形工房の経営で多額の負債を抱えていたこともあり、不正な裏金を奪いたいと言い出す。
不正入学者を退学・除籍にすることで世間の批判をかわそうとしている大学には、裏金が蓄財されたままで痛くも痒くもない状態であった。大介は現金輸送ルートを知っていたことから、みどり、同じく除籍された後輩・同僚の海野九三と共に、現金で7億が集まる入学金を強奪する計画を練り始める。一方の明とバンド仲間は大学のやり方に立腹し、同様に入学金を奪おうと気勢を上げていた。ケイは2つのグループによる強奪戦に、ひょんなことから巻き込まれてしまう。表に出せない金の存在を嗅ぎつけた堂島有三率いる組織暴力団が、横取りしようと有無を言わせず襲撃してきたことから、大介・明・ケイの冒険が始まる。

## キャスト
※クレジットタイトル順。
- 千葉真一 - 神風大介

- 真田広之 - 星野明
- 秋吉久美子 - 金城ケイ
- 岡田英次 - 堂島有三
- 藤木悠 - 現金輸送車の運転手
- 曽根晴美 - 塚田剛（堂島の部下）
- 河西健治 - サブ（堂島の部下・死神）
- 江月美穂 - 珠美（堂島の愛人）
- 成瀬正 - 黒木（堂島の部下）
- 新海丈夫 - 日高（堂島の部下・白服）
- 水上功治 - 暴走族リーダー
- スーパー力 - ゴリラ
- 鳥井敏彦 - 金沢
- 国一太郎 - 真杉（東西大学総務部課長）
- クロコダイル
  - 和泉一弥 - マリオ水原[注釈 2]
  - 高橋淳一 - ポール三波[注釈 2]
  - 竹田敏 - ジャッキー村田[注釈 2]
  - 五十嵐博明 - 東西大学の学生[注釈 3]
  - 丸山普司 - 東西大学の学生[注釈 3]
- JAC
  - 高橋利道 - 大林
  - 田島守 - 子分A
  - 鮎川博司 - 子分B
  - 矢島由紀 - 仁科ミチコ（東西大学の学生・明の仲間）
  - 吉澤高明 - ホテルのボーイ
- 波多野博 - 競馬騎手訓練所の男
- 伊庭剛 - ガードマン
- 大月正太郎 - アナウンサー
- 峰蘭太郎 - 郵便配達員
- 吉田勝徳 -
- 梅田まゆみ - プールの女A[注釈 4]
- 尾崎俊子 - プールの女B[注釈 4]
- 永野佳律江 - 東西大学の事務員
- 岡島艶子 - ケイの実家近くに住む老婆
- あべ静江 - 立花みどり
- 尾藤イサオ - 海野九三
- 川津祐介 - 伴正平
- 志穂美悦子 - ソムリエール ※カメオ出演でノンクレジット）

## スタッフ
※クレジットタイトル順。
- 企画 - 日下部五朗
- プロデューサー - 本田達男・佐藤公彦（サニー千葉エンタープライズ）
- 脚本 - 内藤誠・桂千穂・中島貞夫
- 撮影監督 - 北坂清
- 撮影 - 小川原信
- 照明 - 海地栄
- 録音 - 平井清重
- 編集 - 市田勇
- 美術 - 山下謙爾
- 助監督 - 比嘉一郎
- 記録 - 梅津泰子
- 装置 - 太田正二
- 装飾 - 窪田治
- 擬斗 - 菅原俊夫（東映剣友会）
- 衣裳 - 山崎武
- 美粧結髪 - 東和美粧
- 背景 - 西村三郎
- 演技事務 - 藤原勝
- スチール - 中山健司
- 水中撮影 - 舘石昭・望月昭伸（水中造型センター）
- スタント飛行指導 - 高橋淳
- 音響効果 - 永田稔
- 整音 - 荒川輝彦
- 宣伝 - 丸岡艦（京都）・茂木俊之・小田和治（以上本社）
- 進行主任 - 山本吉應
- テーマ曲 - フランシス・ゴヤ 「冒険者たちのメロディー」（ロンドン・レコード）
- 音楽 - 槌田靖識
- 音楽プロデューサー - すずきまさかつ
- 協力
  - 東映俳優センター
  - サニー千葉エンタープライズ
  - ジャパンアクションクラブ (JAC)
  - 諏訪市グライダー協会
  - ハンググライダー UPスポーツ
  - トヨタ自動車
  - シーレックス サングラス
  - 合同酒精
  - ゴールドウイン
  - ジャックスポーツ
  - 三協商事
  - 口葉パラダイス
- 監督 - 鷹森立一
- 製作 - 東映

## 製作

### 原案
千葉真一は「好きな映画を作っていい」と日下部五朗に言われたので、『冒険者たち』をオマージュし、『明日に向って撃て!』、『スケアクロウ』のテイストを加えた原案を提出した。『冒険者たち』を観るたびに千葉は「こんな映画を作れたらなあ…」と思い、若者（アラン・ドロン）と壮年（リノ・ヴァンチュラ）のコンビの一方を演じて映画化したいと長年暖めていた構想だった。愛弟子・真田広之がコンビを組めるまでに成長したので、ようやく映画化できると考え、迷うことなく提案し、製作に至ることとなる。秋吉久美子は結婚して男児を出産。その直後に復帰したばかりで、『の・ようなもの』、『さらば愛しき大地』に続いてのクランクインだった。

### 脚本
内藤誠は大島渚と書いていた『日本の黒幕』が中止になり、東映からのギャランティが払われなかったことを気にした日下部五朗が、本作を代替として脚本を依頼してきたと述べている。急遽のオファーだったので内藤は、『映画芸術』1973年度ベストテン選考で内藤の『ネオンくらげ』を唯一1位に選んだ桂千穂を挙げ、共同で執筆したいと条件付きの受諾をし、内藤と桂に中島貞夫が加わり、脚本は完成した。

### 撮影
鷹森立一は7年ぶりに映画を監督することになった。東映京都撮影所で1981年9月末か10月始めにクランクイン。同年10月10日から長野県霧ヶ峰、沖縄県、10月21日から長崎県でロケが行われた。
クラシック・ギターでフランシス・ゴヤが奏でるテーマ曲は、本作の数年前に千葉真一がヨーロッパの街中で耳にし、ありとあらゆる手立てを使って探し、ようやくオランダで見つけた。鷹森立一も気に入り、もの悲しさがある旋律に映像を組み合わせ、ロケーション撮影の教会からテーマ曲を流しての撮影など、センシティブな演出をしている。長崎県の式見港と沖合いの軍艦島、長野県諏訪市の霧ヶ峰高原などで撮影が行われ、この期間に21歳の誕生日を迎えた真田広之のために、千葉・秋吉久美子・川津祐介ら俳優と映画スタッフが心のこもった楽しいバースデイ・パーティーを開いて祝った。

### 題名
もともとのタイトルは千葉真一、サニー千葉エンタープライズから出向したプロデューサーの佐藤公彦、真田広之の3人で命名した『冒険者たちのメロディー』で主題歌のタイトルと同じだった。しかし岡田茂 (東映) は「フランス映画の真似」と認めず、『爆発! カミカゼ野郎』に変更しようとする。千葉が異を唱えるものの、岡田は頑として聞かないため、「“カミカゼ”を残す替わりに“爆発”は外す」と妥協案を示し、佐藤も「アドベンチャー」と英語を加えるように口添えし、題名が決まった。千葉は「フランシス・ゴヤの音楽で出演者やスタッフ皆が盛り上がっていたのに…。タイトルは大事なんですけどね」と語っている。

## 国内興行
『ぶっちぎり横浜銀蠅』と併映され、配給収入は2億円だった。